# Бурла, Одед Йехуда
Одед Бурла (ивр. עודד בורלא‎) (23 июня 1915, Иерусалим — 26 июля 2009, Тель-Авив) — израильский писатель. Считается основателем детской литературы нонсенса на иврите.
Одед Бурла родился в семье Йехуды Бурла, известного ивритского писателя. Одед Бурла происходит из семьи сефардских евреев.
Первые годы своей жизни Одед Бурла провёл между Иерусалимом, Хайфой и Зихрон Яаков. До 13 лет учился в реальной гимназии в Хайфе, где отличился ужасным поведением. Он убедил своих родителей перевести его в сельскохозяйственную школу Микве Исраэль около Холона.
С 1949 по 1955 гг. Одед Бурла жил в США, где работал в ивритских школах, ведущим и редактором на радиостанции «Коль Америка». Бурла также начал карьеру профессионального художника. По возвращении в Израиль Одед Бурла поступает в художественную академию «Бецалель», в которой специализировался в графике.
Его первая книга «Письма к Лиоре» былa его сборником писем к своей племяннице. В своих книгах его герои — это животные, попадающие в курьёзные, приключенческие ситуации. Одед Бурла сочетает детскую наивность с их мудростью, юмор с забавными словоcoчетаниями. К тому же Одед Бурла уделяет особое внимание к деталям и передаёт свою любовь к природе Израиля. Бурла написал 70 книг и сам их иллюстрировал. Его последняя книга вышла в 1997.
Одед Бурла скончался 26 июля 2009 года в медицинском центре им. Хаима Шиба неподалёку от Тель-Авива.